# Arin Shahr
Ārīnshahr (farsi, آرین‌شهر) è una città dello shahrestān di Qa'enat, circoscrizione di Sedeh, nella provincia del Khorasan meridionale. Aveva, nel 2006, una popolazione di 3.051 abitanti. 